# 收集群風/Brave my heart
《收集群風/Brave my heart》（風をあつめて/Brave my heart）是由聲優團體sphere的第3張單曲。在2009年11月25日由Lantis發行。

## 概要
- 分2種類型發行分別初回限定盤DVD和通常盤。
- 初回限定盤只有特別的小冊子和『仙境傳說』的卡片附屬。
- 樂曲是sphere第一次分為A面與B面。

## 收錄曲

### 通常盤
1. 風をあつめて[5:20]
  - 作詞・作曲：rino / 編曲：虹音
  - 線上遊戲《仙境傳說》7th周年歌
2. Brave my heart[3:46]
  - 作詞：畑亞貴 / 作曲：村井大 / 編曲：虹音
  - 線上遊戲《仙境傳說》7th周年歌
3. 風をあつめて(instrumental)
4. Brave my heart(instrumental)

### DVD（初回限定盤）
1. 風をあつめて(Music Clip)

## 相關項目
- 仙境傳說

## 外部連結
- Pl@net sphere （页面存档备份，存于）（sphere 公式網站）